# Coelorinchus brevirostris
Coelorinchus brevirostris és una espècie de peix de la família dels macrúrids i de l'ordre dels gadiformes.

## Morfologia
- Els mascles poden assolir 21,6 cm de llargària total.[5][6]

## Hàbitat
És un peix d'aigües profundes que viu entre 400-600 m de fondària.

## Distribució geogràfica
Es troba al sud d'Okinawa i nord-est de Taiwan.